# MÁV-Baureihe BCamot
In die ungarische Triebwagenreihe BCamot wurden einige Triebwagen der ersten Generation bei den Magyar Államvasutak (MÁV) eingereiht, die entweder von deutschen Firmen oder bei Ganz & Co. hergestellt wurden und den Status von Versuchstriebwagen besaßen. Das letzte der Fahrzeuge wurde 1973 ausgemustert. 

## BCamot 310
Von den Deutschen Werken in Kiel erwarb die MÁV 1925 einen vierachsigen Triebwagen mit benzolmechanischer Kraftübertragung, der die Bezeichnung BCamot 310 erhielt.
Der Triebwagen hatte in der 2. Klasse 24 und in der 3. Klasse 58 Sitzplätze. Er hatte folgende technische Daten: Raddurchmesser 850 mm, Drehzapfenabstand 11.500 mm, Achsstand in den Drehgestellen 2.500 mm, Gesamtachsstand 14.000 mm, Länge über Puffer 18.400 mm, Dienstmasse 38 t, Achsdruck 8,5 t. Er wurde auf Grund seines niedrigen Achsdruckes auf Nebenbahnen eingesetzt. Der Triebwagen wurde 1932 und 1947 umgebaut, wobei diese Umbauten den Wagenkasten und die Maschinenanlage betrafen. Zuletzt soll er die Bezeichnung Camot 317 getragen haben. Er soll noch bis 1973 vorhanden gewesen sein.

## BCamot 304
Von der Waggonfabrik Wismar erwarb die MÁV 1926 einen vierachsigen Triebwagen mit dieselmechanischer Kraftübertragung, er erhielt die Bezeichnung BCamot 330. Der Triebwagen entsprach der Bauart DR 851 bis 852. Die Abnahmefahrt des MÁV BCamot 330 fand am 19. Juli 1926 zwischen Budapest und Hatvan statt. Das Fahrzeug hatte zwei Fahrkabinen, mit Motorkühlwasser beheizte Fahrgasträume der Klasse 2 (24 Sitzplätze) und Klasse 3 (56 Sitzplätze), einen Gepäckraum und eine Toilette.
Technische Daten: Raddurchmesser 1.000 mm, Drehzapfenabstand 13.500 mm, Achsabstand des Triebdrehgestells 3.500 mm, Achsstand des Laufdrehgestells 2.500 mm, Gesamtachsstand 16.900 mm, Länge über Puffer 21.040 mm, Dienstmasse 40 t, höchste Achslast 11,5 t. Wegen dieses höheren Achsdruckes durfte er nur auf Hauptbahnen verkehren.
Der Motor musste über ein Pedal mit Druckluft bei eingelegtem ersten Gang gestartet werden, was im Tagesbetrieb zu erheblichen Schwierigkeiten führte. Trotz mehrmaligem Austausch des Motors vom Hersteller war das Fahrzeug nicht ausreichend einsatzfähig. Daher wurde der Motor nach Ablauf der Garantiezeit durch einen anderen Maybachmotor ersetzt, der sich als wesentlich zuverlässiger erwies. Dabei wurde die Höchstgeschwindigkeit des Fahrzeuges von bisher 60 km/h auf 80 km/h erhöht. Nach weiteren Umbauten erhielt der Triebwagen 1931 die Bezeichnung BCamot 304. Der Triebwagen wurde 1951 ausgemustert und 1953 verschrottet.

## BCamot 311–313
Ebenfalls 1926 entstanden in verschiedenen Werken in Budapest durch Umbau aus ausgemusterten Dampftriebwagen drei vierachsige Triebwagen, die nach dem Schema der DWK-Triebwagen, jedoch mit zwei Antriebsmotoren aufgebaut wurden und die Bezeichnung BCamot 311-313 erhielten. Der Unterschied zu den Triebwagen von DWK waren diese mit Motoren der N.A.G. sowie NAG-Triebwagengetrieben ausgestattet. Die technischen Daten des Fahrzeuges waren: in der 2. Klasse 24 und in der 3. Klasse 49 Sitzplätze. In der Wagenmitte war eine Maschinenkammer platziert, in ihr waren zwei Motoren von je 75 PS aufgestellt, die über Gelenkwellen die jeweils inneren Achsen der Drehgestelle antrieben. Der Raddurchmesser betrug 1.020 mm, der Drehzapfenabstand 12.800 mm, der Achsstand der Drehgestelle 2.200 mm, der Gesamtachsstand 15.000 mm, die Länge über Puffer 19.870 mm und das Dienstgewicht 37,8 t. Diese Triebwagen wurden in ihrer Dienstzeit mehrmals umgebaut. Ausmusterungsdaten sind nicht vorhanden.